# Parti libéral de gauche (Norvège)
Le Parti libéral de gauche (en norvégien Frisinnede Venstre) est un ancien parti politique norvégien fondé en 1909 par le parti libéral-conservateur du Parti libéral. Le parti libéral de gauche, très proche du Parti conservateur participa à plusieurs gouvernements conservateurs (à l'existence éphémère comme la plupart des gouvernements norvégiens de l'époque). 
Au cours des années 1930, le parti change de nom pour s'appeler Parti libéral populaire (en norvégien: Frisinnede Folkeparti) et se compromit avec les partis d'extrême-droite Fedrelandslaget et Nasjonal Samling sans pour autant sortir le parti du déclin. Les membres du parti commencèrent alors à rejoindre le Parti conservateur. Le parti qui avait encore un siège en Élections législatives norvégiennes de 1933 n'en obtient aucun en 1936 malgré son alliance avec la Ligue de la Patrie. Après guerre, le parti n'est pas réorganisé.

## Résultats aux élections législatives
| Date | Pourcentage | Sièges |
| ---- | ----------- | ------ |
| 1909 | 41.5*       | 23     |
| 1912 | 33.2*       | 4      |
| 1915 | 29.0*       | 1      |
| 1918 | 30.4*       | 10     |
| 1921 | 33.3*       | 15     |
| 1924 | 32.5*       | 11     |
| 1927 | 18.6*/1.4** | 2      |
| 1930 | 9.9*/2.6**  | 5      |
| 1933 | 1.6***      | 1      |
| 1936 | 1.3****     | 0      |

* : résultats lors des différentes unions avec le Parti conservateur (les résultats des listes autonomes sont inclus).
** : résultats des listes autonomes.
*** : résultats des listes communes avec le Nasjonal Samling.
**** : résultats des listes communes avec la Ligue de la Patrie.

## Présidents
| Portrait                                                           | Identité                                 | Période | Période | Durée |
| Portrait                                                           | Identité                                 | Début   | Fin     | Durée |
| ------------------------------------------------------------------ | ---------------------------------------- | ------- | ------- | ----- |
| Abraham Berge                                                      | Abraham Berge (en) (1851 - 1936)         | 1909    | 1910    | 1 an  |
| Magnus Halvorsen                                                   | Magnus Halvorsen (en) (1853 - 1922)      | 1910    | 1912    | 2 ans |
| William Nygaard d.e.                                               | William Nygaard d.e. (en) (1865 - 1952)  | 1912    | 1915    | 3 ans |
| Pas de portrait sous licence libre disponible pour Erik Enge.      | Erik Enge (1852 - 1933)                  | 1915    | 1918    | 3 ans |
| Bernt Holtsmark                                                    | Bernt Holtsmark (en) (1859 - 1941)       | 1918    | 1922    | 4 ans |
| Oluf Christian Müller                                              | Oluf Christian Müller (en) (1876 - 1938) | 1922    | 1924    | 2 ans |
| Karl Wilhelm Wefring                                               | Karl Wilhelm Wefring (en) (1867 - 1938)  | 1924    | 1925    | 1 an  |
| Peder Adolf Holm                                                   | Peder Adolf Holm (d) (1871 - 1956)       | 1925    | 1930    | 5 ans |
| Anton Wilhelm Brøgger, 1934.                                       | Anton Wilhelm Brøgger (en) (1884 - 1951) | 1930    | 1931    | 1 an  |
| Einar Greve                                                        | Einar Greve (d) (1865 - 1948)            | 1931    | 1933    | 2 ans |
| Rolf Thommessen                                                    | Rolf Thommessen (1879 - 1939)            | 1933    | 1936    | 3 ans |
| Rudolf Ræder                                                       | Rudolf Ræder (en) (1881 - 1951)          | 1936    | 1937    | 1 an  |
| Pas de portrait sous licence libre disponible pour Trygve Swensen. | Trygve Swensen (d) (1881 - 1967)         | 1937    | 1939    | 2 ans |